# Limnophora parasimulans
Limnophora parasimulans är en tvåvingeart som beskrevs av Zielke 1971. Limnophora parasimulans ingår i släktet Limnophora och familjen husflugor. Inga underarter finns listade i Catalogue of Life.